# Арні Тор Галгрімсон
Арні Тор Галгрімсон (ісл. Árni Þór Hallgrímson; народився 10 березня 1968) — ісландський бадмінтоніст. 
Учасник Олімпійських ігор 1992 в одиночному і парному розрядах. В одиночному розряді у першому раунді переміг південноафриканця Антона Кріла 2:0. У другому раунді поступився корейцю Kim Hak-Gyun 0:2. В парному розряді з Бродді Крістьянссоном поступився гонконзькій парі Chan Siu Kwong/Ng Pak Kum 1:2.
Чемпіон Ісландії в одиночному розряді (1991), в парному розряді (1988, 1989, 1991, 1992, 1993, 1994, 1995, 1996, 1997, 1998), в змішаному парному розряді (1988, 1991, 1993, 1995, 1997, 1998). 
Переможець Iceland International в парному розряді (1994, 1995, 1996, 1998), в змішаному парному розряді (1994, 1995, 1996).